# Mekap
Der Mekap ist ein türkischer Turnschuh, der als Symbol der Kämpfer der Arbeiterpartei Kurdistans (PKK) Bekanntheit erlangte.

## Herstellerfirma
Die Herstellerfirma wurde 1972 von der Familie Kurşunoğlu mit türkischen, italienischen und jüdischen Partnern in Istanbul gegründet. Sie trägt ebenfalls den Namen Mekap. Das Know-how stammte aus Italien. Das Unternehmen wurde wegen Devisenknappheit 2005 nach der Wirtschaftskrise an die Familie İskender verkauft, die die Produktion nach Trabzon verlagerte. Der Mekap-Schuh machte ab den 2000er Jahren nur einen geringen Teil des Umsatzes aus. Seit 1996 produziert die Firma hauptsächlich Arbeitsschuhe. 70 Prozent des Umsatzes erzielte das Unternehmen im Jahr 2010 mit Arbeitsschuhen. Der heutige Name lautet „Mekap Deri ve Ayakkabı San. Tic. A.Ş.“ (Mekap Aktiengesellschaft für Produktion und Handel von und mit Leder und Schuhen). Im Jahr 2014 gab die Steuerbehörde in Trabzon die Rechtsform als "Ltd. Şti." (Türkische Gesellschaft mit beschränkter Haftung) an.

## Geschichte des Schuhs
Der Mekap war der erste in der Türkei produzierte Schuh mit Sohlen aus Polyurethan. Das Obermaterial ist aus Leder. Anfangs war der Schuh in den Größen 31 bis 43 verfügbar. Der Schuh kostete zu Anfang mehr als das Doppelte von anderen auf dem Markt verfügbaren Schuhen mit Kunststoffsohlen. Der zunächst schleppende Verkauf zog nach einer Werbekampagne an, und in der erfolgreichsten Zeit von 1977 bis 1980 wurden nach Aussage des Firmeninhabers Kenan Kurşunoğlu täglich sechs- bis achttausend Stück produziert. Dies war vor allem den Importbeschränkungen zu verdanken, die ausländische Marken für die Bevölkerung unerschwinglich machten.
Der Mekap stand in den 1970er Jahren für die politische Identität der Studentenschaft jener Zeit in der Türkei. Ferner gehörten der Parka, die Zigarettenmarke und die Form des Schnurrbarts zu diesem Image. Der Mekap war der Schuh der gebildeten und städtischen Schicht des Landes.
In Werbekampagnen wurde vor allem betont, dass der Schuh bequem, robust und gesund (rahat, sağlam ve sağlıklı) sei und nicht nachgemacht werden könne. Letzteres war vor allem auf Produktpiraterie gemünzt.

### Symbol der PKK
Nach Aufhebung der Einfuhrbeschränkungen durch die neoliberale Wirtschaftspolitik von Ministerpräsident Turgut Özal sank der Absatz erheblich. Es war aber auch Özal, der Mekap in den 1980er Jahren zu Bekanntheit als Schuh der PKK verhalf, indem er die PKK als eine Handvoll Çapulcu, die ihre Mekaps in den Bergen spazieren tragen, definierte.
Der Hersteller ist seit den frühen 1980er Jahren Anfeindungen und Vorwürfen ausgesetzt, er unterstütze mit dem Schuh die PKK. Im Jahr 2010 plante das Unternehmen zeitweilig, diesen Ruf mit der Produktion von Frauenschuhen zu verändern. Im Jahr 2013 schrieb einer der Teilhaber dem damaligen Premier einen Brief mit der Versicherung, dass man bereit sei, die Produktion sofort einzustellen, falls dies helfe, den Terror zu beenden.
Der Mekap gehörte allerdings auch zur Ausrüstung der Sondereinsatzkräfte der türkischen Polizei, und auch die Dorfschützer, die ausschließlich dem Kampf gegen die PKK dienten, trugen den Schuh.
Der Schuh, den die PKK bevorzugte, war ein beigefarbener leichter Sportschuh mit einem Obermaterial aus Leder. Nach Darstellung des Unternehmens macht dieser Typ etwa fünf Prozent des Umsatzes dieses Schuhs aus. Im Jahr 2006 wurde berichtet, die PKK habe ihren Kämpfern verboten, Mekap anzuziehen, um das Aufspüren durch Spürhunde zu erschweren.
2015 beschlagnahmte die Gendarmerie eine Lieferung Schuhbekleidung, die für die kämpfenden Einheiten der PKK bestimmt war. Dabei zeigte sich laut Meldung, dass die Organisation nunmehr Schuhe des Outdoor-Ausrüsters The North Face bevorzugte.
Anfang 2018 wurden in der Provinz Tunceli 1240 Paar Mekap der PKK in Depots sichergestellt.

## Strafverfolgung und Zwischenfälle
Der Mekap ist der einzige Schuh, der in der Türkei zeitweilig verboten war, weil er als Erkennungszeichen der PKK galt. In bestimmten Perioden wurde auch der Verkauf staatlicherseits kontrolliert.
Im Jahr 1999 wurden in Bingöl zwei Schüler erschossen, weil man sie aufgrund ihrer Mekap-Schuhe für Terroristen hielt. So wurde im Gerichtsverfahren im Jahr 2015 bekannt, dass als den Beteiligten der Irrtum klar wurde, die Sondereinsatzkräfte den Opfern Waffen der PKK unterschoben, um die Tat zu vertuschen.
In einem Dorf in der Provinz Bingöl wurde ein alter Mann zu sechs Jahren Haft verurteilt, weil er im Jahr 2007 auf Geheiß einer Gruppe PKK-Kämpfer, die in sein Dorf eingedrungen war, fünf oder sechs Paar Mekap kaufte und damit auf dem Rückweg bei einer Verkehrskontrolle auffiel. Das Urteil erging aufgrund von Unterstützung einer terroristischen Organisation.
Im Jahr 2014 galt „ein Schuh vom Typ Mekap“ an einer Statue der Staatsanwaltschaft als Beweis dafür, dass der Bildhauer die Terroristin Zeynep Kınacı habe darstellen wollen. Die Statue wurde beschlagnahmt und der Bildhauer verhaftet.
Die türkische Regulierungsbehörde für Funk und Fernsehen RTÜK verhängte 2016 gegen einen Sender eine Geldstrafe in Höhe von zwei Prozent der Jahreseinnahmen des Fernsehsenders JIYAN TV, weil Darsteller in den Clips den Mekap und regionale Kleidung trugen. Zudem wurde ein Clip unter Hinweis darauf, dass der Mekap in Nahaufnahme gezeigt worden sei, verboten.